# HD 134439 et HD 134440
 (avril 2024).
Si vous disposez d'ouvrages ou d'articles de référence ou si vous connaissez des sites web de qualité traitant du thème abordé ici, merci de compléter l'article en donnant les références utiles à sa vérifiabilité et en les liant à la section « Notes et références ».
Désignations
HD 134439 et HD 134440 sont une paire d'étoiles fugitives de type K dans la constellation de la Balance. Bien qu'elles soient à peu près à 96 années-lumière de distance, elles ont l'un des mouvements propres les plus élevés de toutes les étoiles du ciel, parcourant plus de 3,5 secondes d'arc chaque année.
On pense que ces deux étoiles proviennent de l'extérieur de la Voie lactée, probablement d'une galaxie satellite détruite et inhabituellement poussiéreuse,. Elles ont une métallicité extrêmement faible, seulement avec 3,5 % de celle du Soleil, avec des abondances chimiques inhabituelles très différentes de celles des étoiles formées n'importe où dans la galaxie. Pour cette raison, elles sont considérées comme des étoiles sous-naines et sont moins lumineuses qu'une étoile de la séquence principale du même type spectral.

## Système binaire
On ne sait pas si les deux étoiles sont réellement en orbite l'une autour de l'autre, car à leur distance, leur séparation angulaire[Combien ?] équivaut à une distance minimale de 0,14 al (~8 900 ua) entre les deux étoiles, ce qui en ferait l'un des systèmes binaires les plus larges connus. En outre, en utilisant les données du satellite Gaia, HD 134440 semble être 0,54 ± 0,26 al plus loin que HD 134439, résultant en une véritable séparation de 0,56 ± 0,25 al entre les deux étoiles. Si elles sont en orbite l'une autour de l'autre, elles ont une période orbitale de l'ordre de 5,3 ± 3 millions d'années, ce qui en fait également l'un des systèmes binaires à période la plus longue connue[réf. nécessaire].

## Planète détruite
Dans une étude de 2018, il a été découvert qu'HD 134440 avait une métallicité sensiblement plus élevée qu'HD 134439, ce qui pourrait potentiellement s'expliquer par le fait que l'étoile a englouti une planète en orbite autour d'elle, ce qui suggère qu'il pourrait être possible que des planètes se forment même autour d'étoiles avec une densité extrêmement élevée, faible teneur en matériau formant des planètes.